# Lepadella angusta
Lepadella angusta är en hjuldjursart som beskrevs av Berzinš 1961. Lepadella angusta ingår i släktet Lepadella och familjen Lepadellidae. Inga underarter finns listade i Catalogue of Life.